# Paul de Kock
Paul de Kock, właśc. Charles Paul de Kock (ur. 21 maja 1793 w Paryżu, zm. 7 kwietnia 1871 tamże) – francuski powieściopisarz.
Miał opinię autora rubasznego i nie skrępowanego w swojej twórczości normami obyczajowymi epoki. Jego powieści odznaczały się humorem i swobodnym traktowaniem spraw obyczajowych.

## Biografia
Urodził się w 1793 roku. Jego rodzicami byli bankier Jean Conrad de Kock oraz Anne-Marie Perre. Jego ojciec był jedną z ofiar terroru jakobińskiego, został zgilotynowany w Paryżu 24 marca 1794 roku.
Paul de Kock początkowo pracował jako urzędnik bankowy. Przez większość czasu mieszkał przy bulwarze St. Martin.
Jako pisarz zadebiutował wcześnie. Początkowo tworzył libretta operowe. W 1811 roku opublikował na własny koszt swoją pierwszą powieść L’Enfant de ma femme. W 1820 roku rozpoczął swój cykl powieści zajmujących się paryskim życiem (Georgette, ou la Nièce du tabellion). Cykl ten przyniósł mu olbrzymią popularność zwłaszcza za granicą. Szczyt popularności jego utworów przypada na czasy restauracji i początki rządów Ludwika Filipa.

## Twórczość wybrana[3]
- Siostra Anna (Soeur Anne, 1825)
- Cyrulik paryzki (Le Barbier de Paris, 1826)
- Dom biały (La maison blanche, suivie de: Le vieillard de la rue Mouffetard, 1828)
- Żona mąż i kochanek (La Femme, le Mari et l’Amant, 1829)
- Eugenia, czyli Mąż i żona (Le Cocu, 1832)
- Magdalena (Madeleine, 1832)
- Mustasz (Moustache, 1838)
- Co za powabny młodzieniec! (Un jeune homme charmant, 1839)
- Trojakie przebranie czyli Francya podczas rewolucyi, cesarstwa i restauracyi[4] (L’Homme aux trois cullotes ou la république, l’empire et la restauration, 1840)
- Paryż i jego obyczaje (La Grande ville: Nouveau tableau de Paris comique, critique et philosophique, 1842)
- Garbusek (1848)[1]
- Paweł i jego pies (1858)[1]
- Pani Tapin (1868)[1]